# Andreas Thum
Andreas Thum (20 de enero de 1999) es un deportista austríaco que compite en tiro, en la modalidad de rifle.
En los Juegos Europeos de Cracovia 2023 consiguió una medalla de plata en la prueba de rifle 3 posiciones 50 m mixto. Ganó una medalla de bronce en el Campeonato Europeo de Tiro de 2021, en rifle 3 posiciones 300 m.

## Palmarés internacional
| Juegos Europeos    | Juegos Europeos     | Juegos Europeos   | Juegos Europeos               |
| Año                | Lugar               | Medalla           | Prueba                        |
| ------------------ | ------------------- | ----------------- | ----------------------------- |
| 2023               | Breslavia (Polonia) | Medalla de plata  | Rifle 3 posiciones 50 m mixto |
| Campeonato Europeo |                     |                   |                               |
| Año                | Lugar               | Medalla           | Prueba                        |
| 2021               | Osijek (Croacia)    | Medalla de bronce | Rifle 3 posiciones 300 m      |